# Laminacauda thayerae
Laminacauda thayerae là một loài nhện trong họ Linyphiidae.
Loài này thuộc chi Laminacauda. Laminacauda thayerae được Alfred Frank Millidge miêu tả năm 1985.